# Sammarçolles
Sammarçolles är en kommun i departementet Vienne i regionen Nouvelle-Aquitaine i västra Frankrike. Kommunen ligger i kantonen Loudun som tillhör arrondissementet Châtellerault. År 2022 hade Sammarçolles 648 invånare.

## Befolkningsutveckling
Antalet invånare i kommunen Sammarçolles
| Referens: INSEE |